# Burg Hardegsen
Die Burg Hardegsen (fälschlich Hardeg) ist eine ehemalige Burg in der niedersächsischen Kleinstadt Hardegsen im Landkreis Northeim.
Ihr erhaltener Wohnturm, das sogenannte Muthaus, wurde 1324 durch die Herren von Rosdorf erbaut und kam 1379 an Herzog Otto von Braunschweig zu Göttingen; er diente ihm und später anderen Mitgliedern des Welfenhauses als Wohnsitz. Seit 1575 war die Burg Sitz eines Amtmanns (Drosten) der Domäne. Das angebaute Amtshaus stammt in der heutigen Form von 1780.

## Geschichte

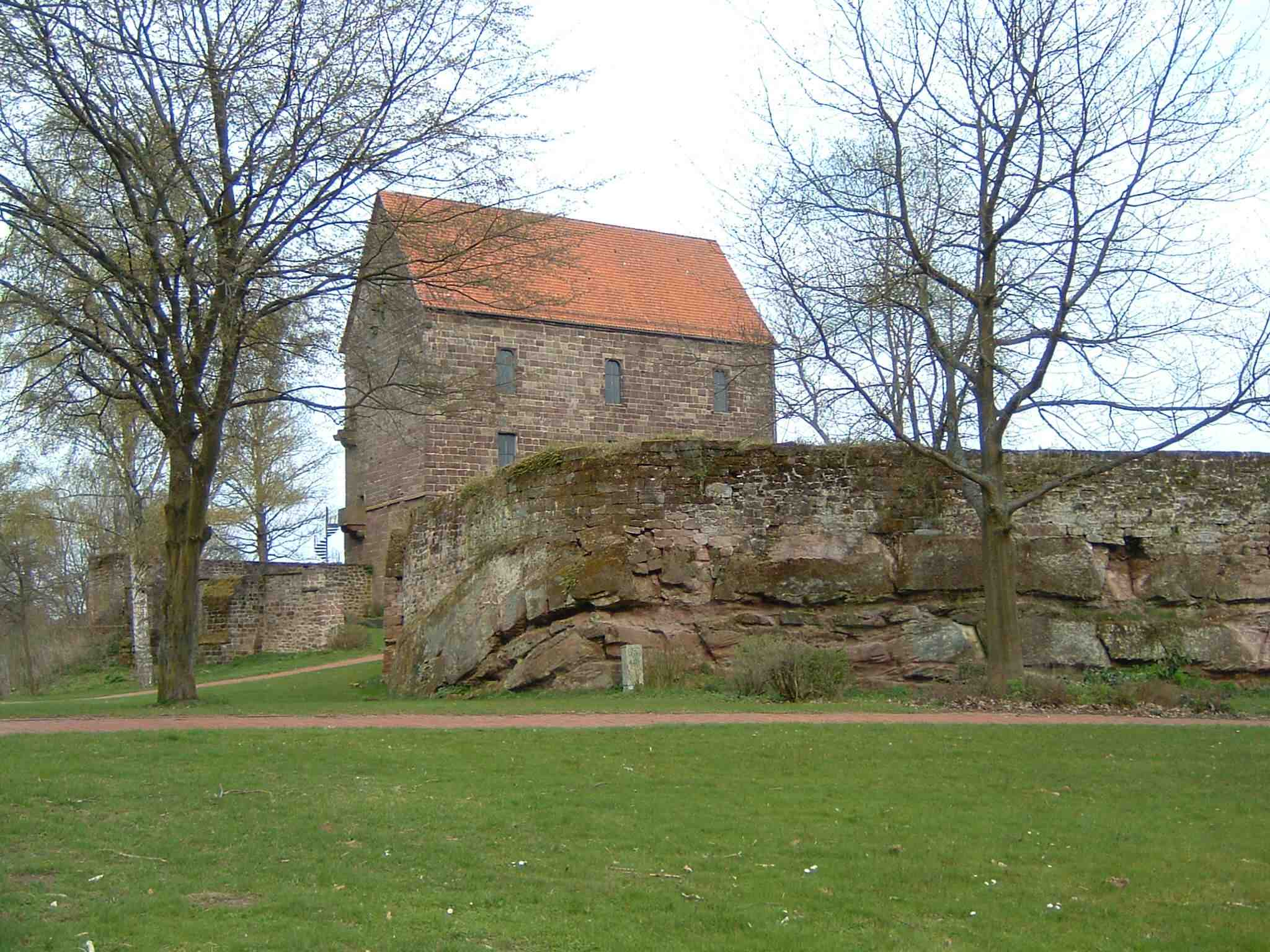
Burg Hardegsen

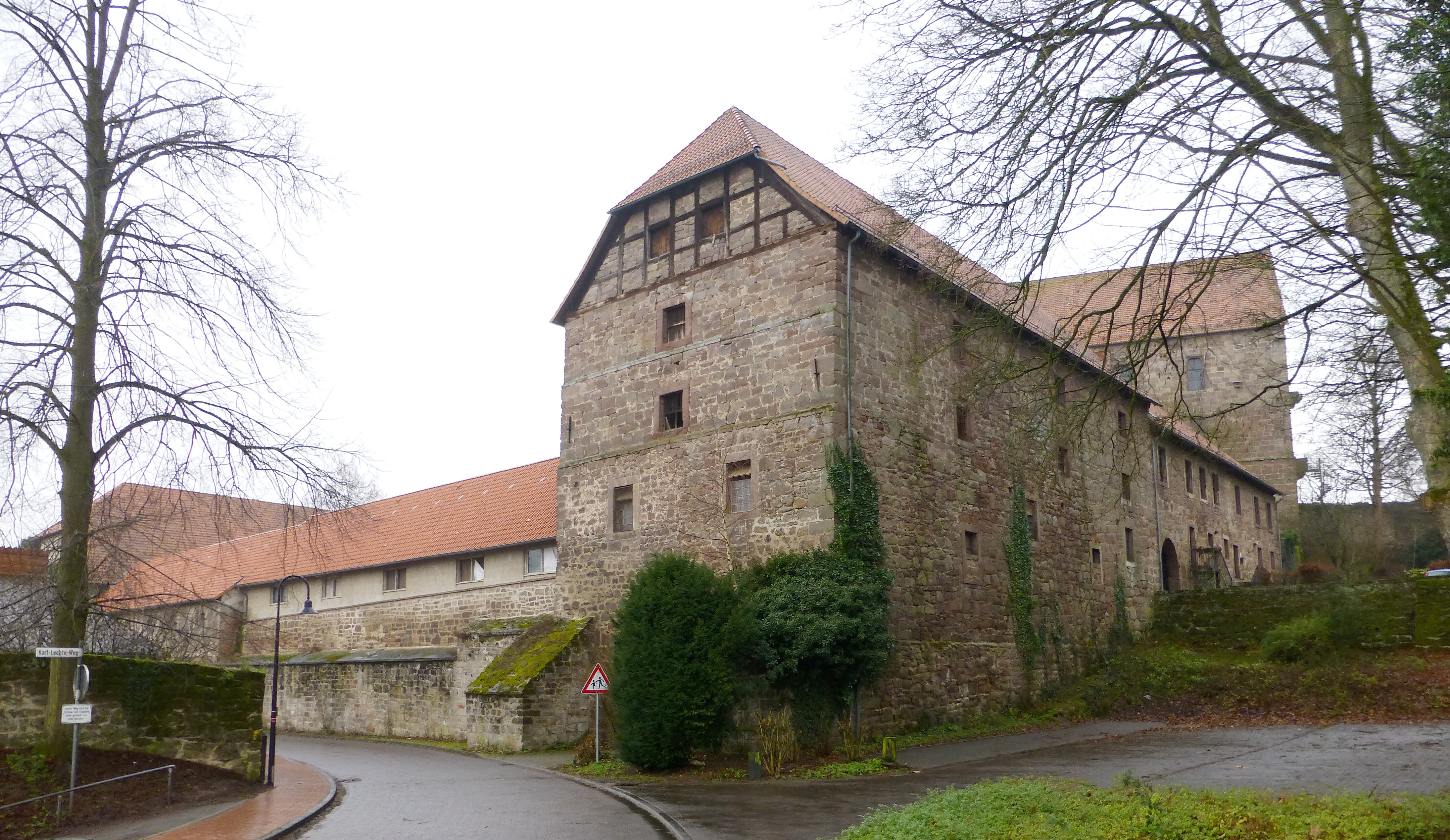
Amtshof

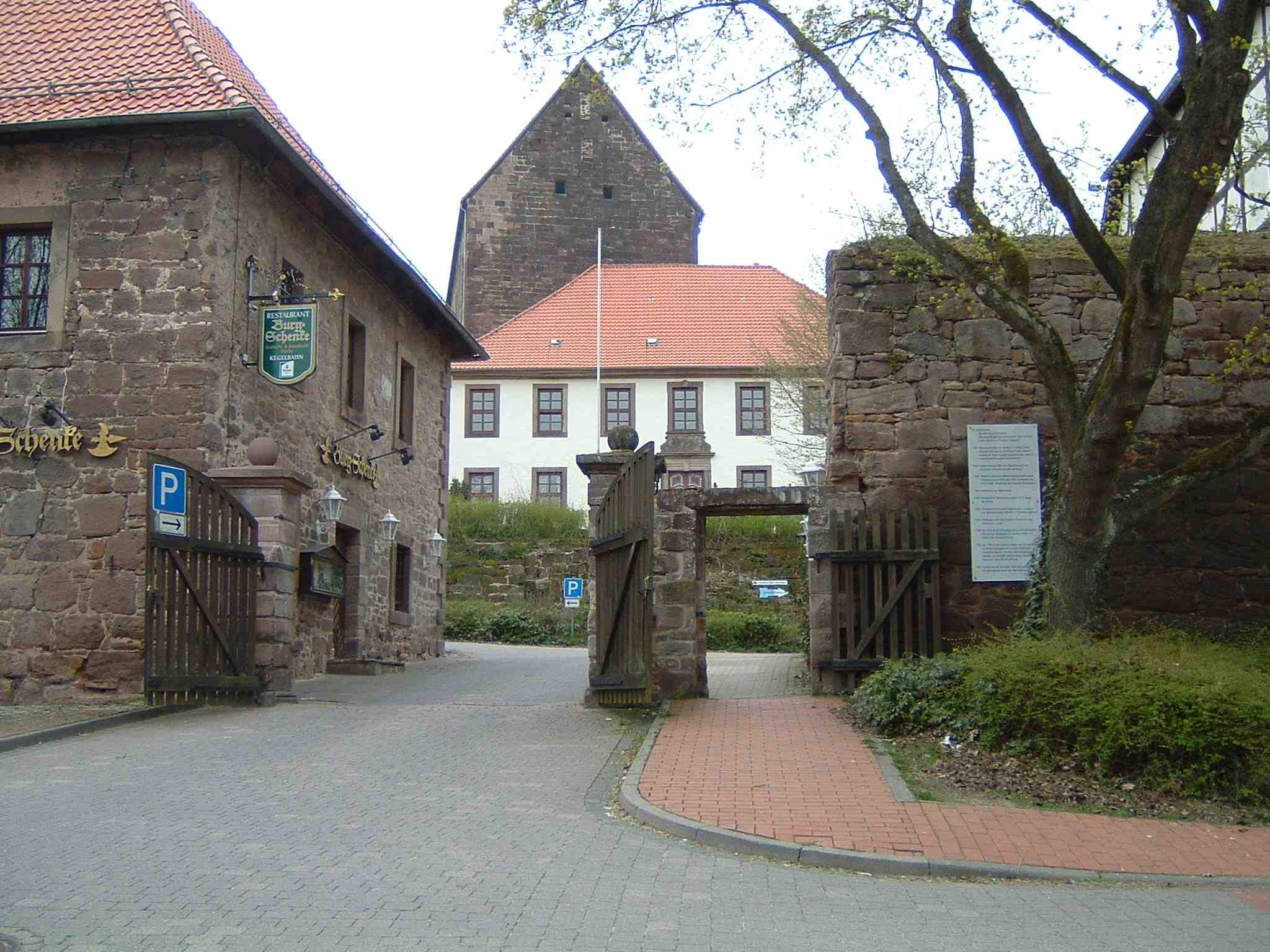
Einfahrt zum Amtshaus, dahinter das Muthaus

Der Ort wird erstmals um 1015/1036 erwähnt. Der Vita des Bischofs Meinwerk von Paderborn zufolge schenkte damals ein Adeliger namens Richard mit Zustimmung seines Erben Wiris dem Bistum Eigengüter in Hiridechessun und fünf weiteren nahegelegenen Dörfern. Der Ortsname leitet sich von dem Personennamen Heridag, gebildet aus dem altsächsischen heri (= Heer), dag (= Tag), sowie dem Wort - hausen ab. Nach dieser Erstnennung ist Hardegsen über 200 Jahre nicht fassbar. Es gibt auch keine archäologischen Befunde aus dieser Zeit. Wahrscheinlich hatten die Grafen von Northeim oder das Erzbistum Mainz die Herrschaftsrechte im Raum Hardegsen inne.
Um die Mitte des 13. Jahrhunderts erscheinen die Herren von Rosdorf als Besitzer. Ob sie die Grundherrschaft geerbt oder gekauft hatten, ist nicht bekannt. Seit etwa 1252 besaßen sie auch Moringen. In der zweiten Hälfte des 13. Jahrhunderts versuchten die Rosdorfer, auf dieser Basis eine geschlossene Grundherrschaft aufzubauen. Diese umfasste den Raum Göttingen und reichte bis ins nördliche Hessen und ins westliche Thüringen hinein. Um 1300 gehörten sie zu den bedeutendsten Adelsgeschlechtern der Gegend. 1287 urkundete Dethard II. von Rosdorf als dominus castri Herdegessen (Herr der Burg Hardegsen). Die Brüder Dethard, Konrad und Ludwig von Rosdorf stellten 1310 eine Urkunde aus, die außer Hardegsen von einem Ort ante castrum Herdegessen (vor der Burg Hardegsen) spricht. Im Jahre 1324 erfolgte der Bau eines Wohnturms, des Muthauses (Moshus = der Palas mit dem Speisesaal), durch Conrad V. und Ludwig III. von Rosdorf (laut einer Bauinschrift) sowie der weitere Ausbau zu einem großen Burgkomplex. Deren Stammburg in Rosdorf war 1319 zerstört worden, was der Anlass für den Bau gewesen sein dürfte.
Mitte des 14. Jahrhunderts setzte der Niedergang der Herren von Rosdorf ein, was sich an zahlreichen Güterverkäufen zeigt. 1363 mussten sie dem Landesherrn Ernst I. das Öffnungsrecht an Hardegsen und Moringen einräumen, 1367 auch dem Mainzer Erzbischof Gerlach von Nassau. 1379 werden sie als weiland (= ehemals) zu Hardegsen gesessen bezeichnet. Sie verkauften die Burgen und Herrschaften Hardegsen und Moringen für 3.000 Mark an Herzog Otto von Braunschweig zu Göttingen (Otto der Quade). Von 1387 bis zu seinem Tode 1394 residierte der aus Göttingen vertriebene Welfenherzog auf der Burg Hardegsen, 1383 verlieh er dem Marktflecken unterhalb der Burg das Stadtrecht, was ihr in der Folgezeit bis 1500 mit Kaufleuten und Handwerkern einen Aufschwung ermöglichte. Otto der Quade verstarb hier
am 13. Dezember 1394. Die Burg war dann Witwensitz der Herzogin Margarete, einer Tochter des Grafen Wilhelm II. von Berg, bis zu ihrem Tod 1442. 1430 wird die Burg als „Kemenate der Herzogin“ bezeichnet. Zwei Burgmannshöfe lagen vor der Burg. 1437 wird die Herrschaft durch den Sohn, Otto II., an seinen Vetter Wilhelm I. von Braunschweig-Wolfenbüttel verpfändet. Dessen Sohn Wilhelm II. wohnte ab 1451 teilweise und seit 1463 dauerhaft. Nach seinem Tod 1503 fiel die Herrschaft an seinen Sohn Erich I., doch wohnte nur noch ein Amtmann auf der Burg. Amt und Gericht wurden in der Folgezeit mehrfach verpfändet. 1559/60 wies Herzog Erich II. die Burg seiner getrennt lebenden Ehefrau Sidonie von Sachsen als Wohnsitz zu. Dies war die letztmalige Nutzung durch das Herzogshaus.
Von 1568 bis 1823 war die ehemalige Burg Verwaltungssitz des Amtes Hardegsen, an dessen Spitze ein Drost bzw. Amtmann stand. Das Amt Hardegsen mit der Burg als Mittelpunkt umfasste seit spätestens dem 15. Jahrhundert die Ortschaften Ellierode, Hettensen, Schlarpe, Lichtenborn, Asche, Lutterhausen, Ertinghausen, Wolbrechtshausen und Hevensen. 1479 wird der Amtsvorsteher Johann Zepollen als „Canzler op dem Moshuse“ genannt. Unter dem Amtmann Johann Kuntzen wurde um 1686 am Südgiebel des Muthauses ein Amtshaus als Fachwerkbau errichtet. Dieses (sowie der sogenannte Bergfried, ein neben der Burg stehender Burgmannshof) wurden unter dem Amtmann Otto Friedrich Julius von Münchhausen, der 1778–94 amtierte, abgerissen und 1780/81 durch einen Steinbau ersetzt. Der geplante Abriss des Muthauses wurde nur deshalb nicht ausgeführt, da die massive Bauweise ihn zu teuer gemacht hätte. Von 1725 bis 1780 wurden Umbauarbeiten der Burganlage zu Wirtschaftsgebäuden für den Domänenbetrieb durchgeführt. Von der alten Burganlage blieben nur das Muthaus, das Hagenhaus und Teile der Umfassungsmauer erhalten. Das Muthaus selbst wurde schon seit 1682/83 als Kornspeicher genutzt.
1820 wurde der Amtssitz nach Moringen verlegt. Im Jahre 1972 erfolgte die Auflösung der Domäne. Der gesamte Burgbereich wurde durch die Stadt Hardegsen aufgekauft. Die Verpachtung übernahm die Stadt Hardegsen. Die Räumlichkeiten des Muthauses können heute nicht nur besichtigt, sondern auch für Feierlichkeiten und Veranstaltungen gemietet werden. Die Vermietung erfolgt durch die Kulturinitiative Hardegsen. Mit den Einnahmen wird der Erhalt der Burg Hardeg finanziert. Der Rittersaal wird im Frühjahr und Sommer als Standesamt genutzt.

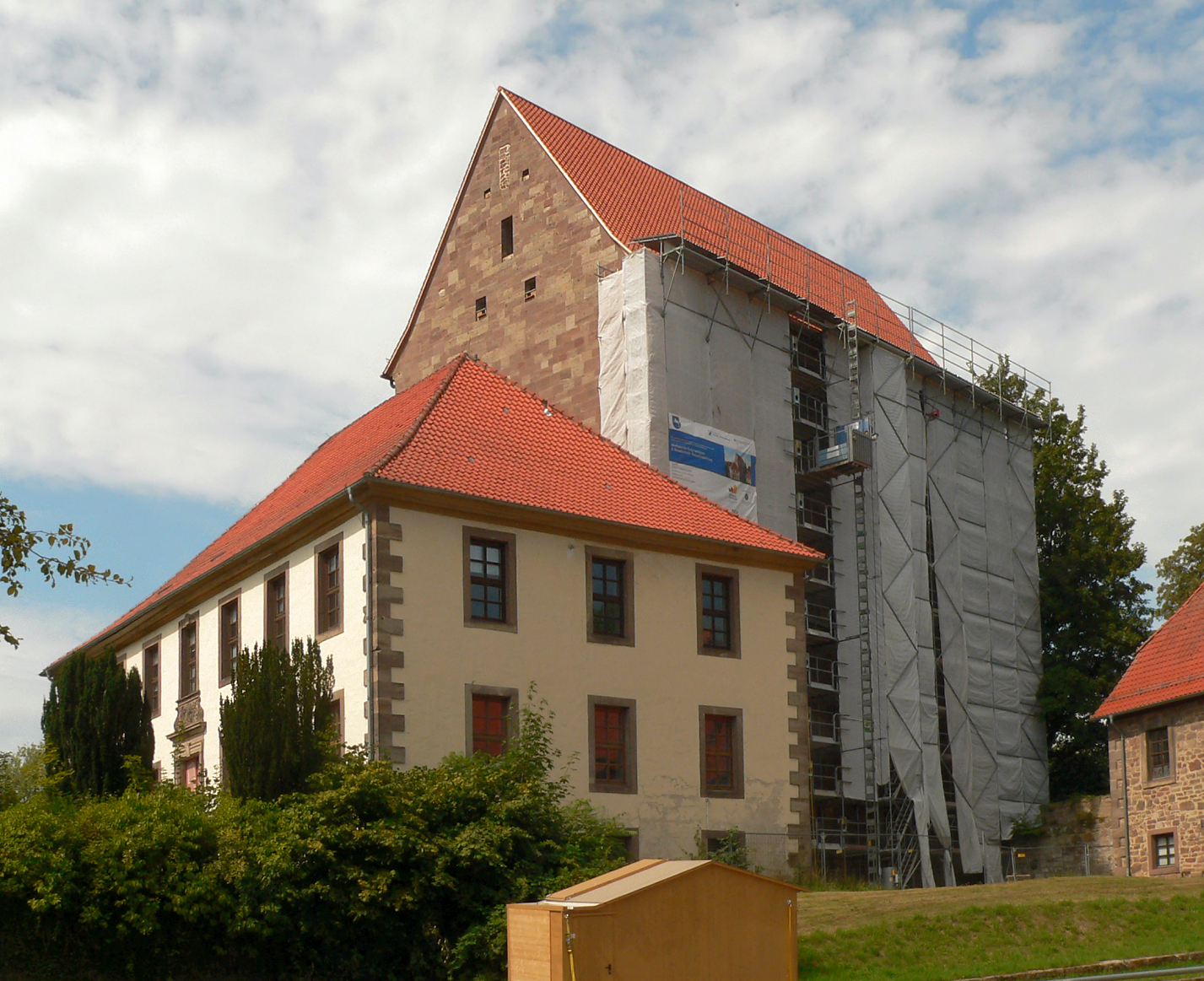
Sanierungsarbeiten am Muthaus, 2023

2019 wurde ein dringender Sanierungsbedarf am Muthaus festgestellt, wobei der Kostenumfang für das Dach auf 880.000 Euro geschätzt wurde. Bei den 2020 begonnenen Arbeiten wurde das Dach mit Krempziegel als Tondachziegel neu gedeckt. In weiteren Bauabschnitten ist eine Fassadensanierung an dem fast 700 Jahre alten Sandsteinmauerwerk geplant.

## Baudetails
Das Muthaus weist eine Höhe von 35 m auf. Es ist nach Größe, Qualität, Ausstattung und Überlieferungssituation ein sehr repräsentativer und aufwendiger Großbau des frühen 14. Jahrhunderts und im Profanbau als hochgotische Spitzenleistung weit über Niedersachsen hinaus anzusehen. Dazu gehört die Ausführung der Fassade in Werkstein, die (rekonstruierbaren) feingliedrigen Maßwerkfenster sowie die Gestaltung innerer Zierformen wie Kaminwangen und geschnitzte Stützen. Aufgrund dieser Qualität ist davon auszugehen, dass der Bau von einer Bauhütte errichtet wurde, die vornehmlich im Sakralbau, bei Kirchen und Kathedralen, tätig war. Der Bau sollte den damaligen Status seiner Bauherren, die sich auf dem Gipfel ihrer Macht befanden, demonstrieren.

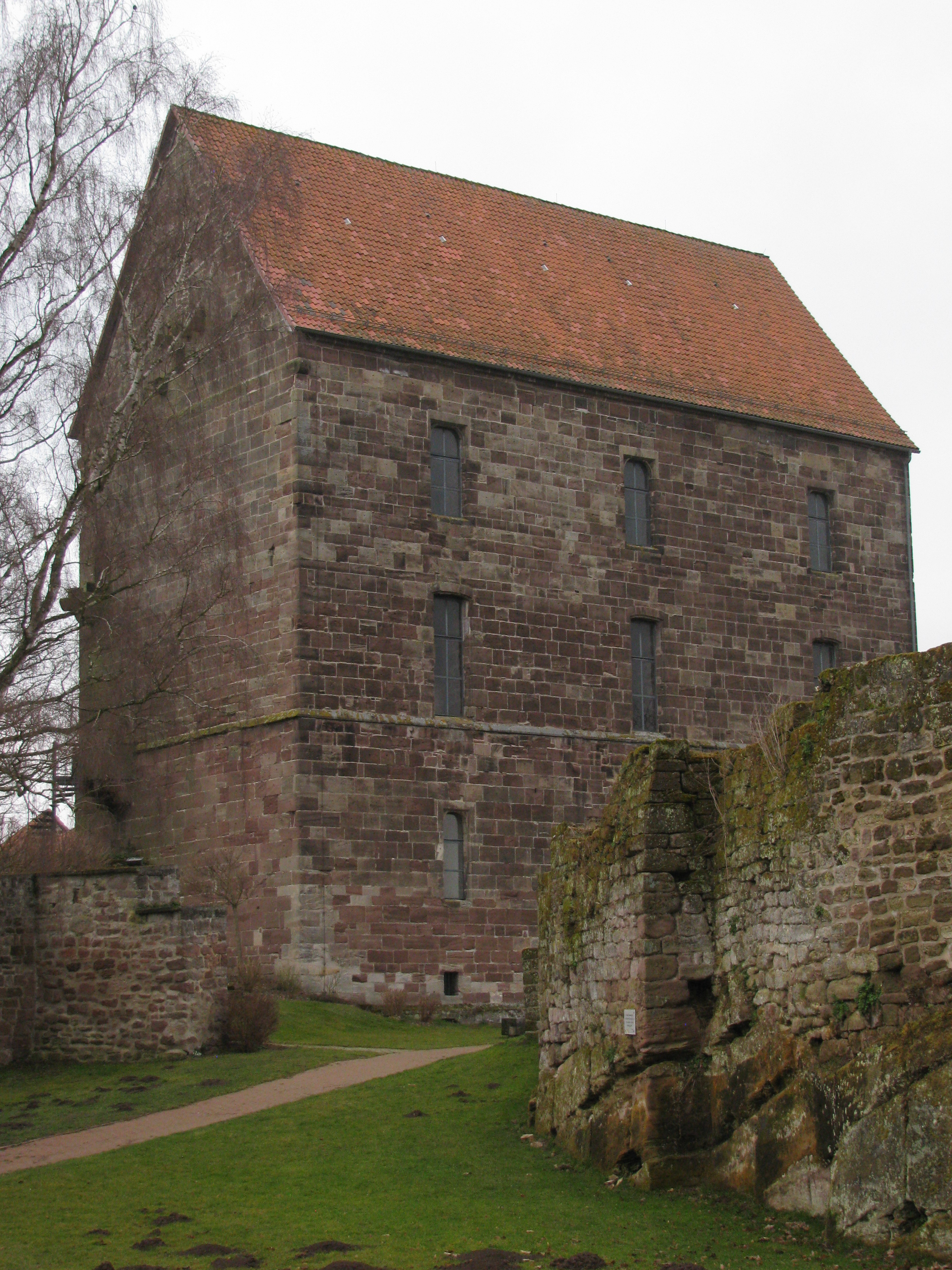
Das Muthaus

Auffallend sind die hohen, schmalen Fenster in bemüht axialer Anordnung; sie sind von gekehlten, stichbogenartig schließenden Blenden gerahmt und dürften in der mittleren Ebene von zwei Lanzetten geteilt gewesen sein. Erdgeschoss und erstes Obergeschoss bilden heute jeweils einen 180 bzw. 200 m² großen Saal mit Balkendecken auf profilierten Holzstützen; die Decke des Erdgeschosses ist noch bauzeitlich, ebenso die hölzernen Tragwerke im Erd- und im ersten Obergeschoss (eine selten überlieferte Binnenstruktur!), während die damalige innere Treppe nicht mehr vorhanden ist. Im oberen einstigen Hauptgeschoss, vermutlich schon bauzeitlich ein großer Fest- und Empfangssaal, befindet sich ein großer offener Kamin, dessen Rauchfang mit gotisch geschweiften Wangen verziert ist. Die Binnengliederung der drei Geschosse lässt sich nicht mehr nachweisen, doch könnte es, besonders im Erd- und im zweiten Obergeschoss, Fachwerkwände oder Bohlenstuben gegeben haben; Kamine für Kachelöfen sind nicht nachweisbar, möglicherweise gab es nur Feuerschalen. Es sind zwei steinerne Auflagen für die einst hölzernen Aborterker vorhanden.
Bei der Umnutzung als Kornspeicher 1682/83 wurden wohl auch die steinernen Lanzetten der Fenster entfernt, die nun als Lüftungsöffnungen dienten. 1738/39 erhielt der Bau ein neues Dachwerk. Ursprünglich hatte er zwei etwas niedrigere Giebel, die im Mauerwerk noch sichtbar sind, mit einem innenliegenden Satteldach, dessen Entwässerung auf die Mauerkrone aber Probleme bereitete, sodass im 15. oder 16. Jahrhundert das Dachwerk über die Giebel und Traufen gezogen wurde.
Vergleichbare Wohntürme aus derselben Epoche sind der Wohnturm der Burg Adelebsen (ein fünfeckiger Bau, der ähnliche Baudetails und teilweise die gleichen Steinmetzzeichen aufweist wie die Burg Hardegsen) sowie die ebenfalls als Muthaus bezeichneten Burgen Lindau im Eichsfeld, Beverungen, Lichtenau, Oldenburg und Dreckburg. Zu nennen sind im Raum Hildesheim auch die beiden Bischofsburgen Marienburg und Burg Steuerwald (mit einem zweiflügligen Palas) sowie Burg Steinbrück. Bemerkenswert ist, dass der Bau in Hardegsen mit seiner Fassade aus aufwändig bearbeitetem Werkstein qualitativ hochwertiger ist als das in Bruchstein ausgeführte Hohe Haus der fürstbischöflichen Marienburg.